# A44高速公路
A44高速公路是法国正在拟建的一条高速公路，计划从Limonest到维埃纳，建成将会形成里昂的西外环，全长50千米。A44将与A6高速公路和A7高速公路相连。